# جوانا سكانلان
جوانا سكانلان (بالإنجليزية: Joanna Scanlan)‏ هي ممثلة بريطانية بدأت مسيرتها الفنية عام 1997.

## الأعمال

### أفلام
- المرأة الخفية

## روابط خارجية
- جوانا سكانلان على موقع IMDb (الإنجليزية)
- جوانا سكانلان على موقع قاعدة بيانات الأفلام العربية
- جوانا سكانلان على موقع ألو سيني (الفرنسية)
- جوانا سكانلان على موقع ميوزك برينز (الإنجليزية)
- جوانا سكانلان على موقع أول موفي (الإنجليزية)
- جوانا سكانلان على موقع قاعدة بيانات الأفلام السويدية (السويدية)
- جوانا سكانلان على موقع قاعدة بيانات الفيلم (الإنجليزية)
- جوانا سكانلان على موقع كينوبويسك (الروسية)